# Una pelea cubana contra los demonios
Una pelea cubana contra los demonios és una pel·lícula dramàtica cubana estrenada en el 1971 i dirigida per Tomás Gutiérrez Alea.

## Argument
Inspirada en el llibre Historia de una pelea cubana contra los demonios de l'escriptor, jurista, musicòleg i etnòleg cubà Fernando Ortiz Fernández, compte com a la regió de Remedios, durant el segle XVII, els dimonis es deslliguen quan un capellà, responent als seus propis interessos, pretén que la comunitat es traslladi de lloc. La croada obscurantista provoca la mort i la destrucció.

## Repartiment
- José Antonio Rodríguez
- Marés González
- Raúl Pomares
- Silvano Rey
- Olivia Belizaire
- Reynaldo Miravalles
- Carlos Ruiz de la Tejera
- Verónica Lynn

## Palmarès cinematogràfic
- Premi CIDALC, Festival Internacional de Cinema de Karlovy Vary. Txecoslovàquia. 1972.